# Comuna Cobadin, Constanța
Cobadin este o comună în județul Constanța, Dobrogea, România, formată din satele Cobadin (reședința), Conacu, Curcani, Negrești și Viișoara.

## Demografie
Componența etnică a comunei Cobadin
     Români (71,77%)
     Turci (15,86%)
     Tătari (4,05%)
     Romi (1,26%)
     Alte etnii (0,23%)
     Necunoscută (6,83%)
Componența confesională a comunei Cobadin
     Ortodocși (71,43%)
     Musulmani (20,46%)
     Alte religii (1,05%)
     Necunoscută (7,06%)
Conform recensământului efectuat în 2021, populația comunei Cobadin se ridică la 9.122 de locuitori, în creștere față de recensământul anterior din 2011, când fuseseră înregistrați 8.779 de locuitori. Majoritatea locuitorilor sunt români (71,77%), cu minorități de turci (15,86%), tătari (4,05%) și romi (1,26%), iar pentru 6,83% nu se cunoaște apartenența etnică. Din punct de vedere confesional, majoritatea locuitorilor sunt ortodocși (71,43%), cu o minoritate de musulmani (20,46%), iar pentru 7,06% nu se cunoaște apartenența confesională.

## Politică și administrație
Comuna Cobadin este administrată de un primar și un consiliu local compus din 15 consilieri. Primarul, Cristian Telehoi[*], de la Partidul Social Democrat, este în funcție din octombrie 2020. Începând cu alegerile locale din 2024, consiliul local are următoarea componență pe partide politice:
|  | Partid                          | Consilieri | Componența Consiliului | Componența Consiliului | Componența Consiliului | Componența Consiliului | Componența Consiliului | Componența Consiliului | Componența Consiliului |
|  | ------------------------------- | ---------- | ---------------------- | ---------------------- | ---------------------- | ---------------------- | ---------------------- | ---------------------- | ---------------------- |
|  | Partidul Social Democrat        | 7          |                        |                        |                        |                        |                        |                        |                        |
|  | Partidul Național Liberal       | 5          |                        |                        |                        |                        |                        |                        |                        |
|  | Forța Dreptei                   | 2          |                        |                        |                        |                        |                        |                        |                        |
|  | Alianța pentru Unirea Românilor | 1          |                        |                        |                        |                        |                        |                        |                        |

## Personalități născute aici
- Virgil Teodorescu (1909 - 1987), scriitor, poet, prozator, eseist;
- Pericle Martinescu (1911 - 2005), scriitor;
- Nicolae Ionescu-Pallas (1932 - 2017), fizician;
- Nicolae Stavarache (n. 1945), sportiv la bob și sanie;
- Gheorghe Vărzaru (1960 – 2025), rugbist;
- Constantin Corneanu (n. 1971), istoric.